# Palatul Sporturilor din Kiev
Palatul Sporturilor este situat în centrul orașului Kiev, capitala Ucrainei, pe malul drept al râului Nipru. A fost construit în 1960 sub conducerea lui Mykhailo Hrechyna și a lui Zavarov Aleksei și deschis în același an. Capacitatea este de 7000-10000. Acest loc găzduiește concerte, expoziții și târguri comerciale importante. 

## Evenimente importante
- 2005 - a găzduit Concursul Muzical Eurovision 2005
- 2009 - a găzduit Concursul Muzical Eurovision Junior 2009